# Рожновка (Черниговская область)
Рожно́вка (укр. Рожнівка) — село, Ичнянская городская община, Прилукский район, Черниговская область, Украина.
Население по переписи 2001 года составляло 963 человека.

## Географическое положение
Село Рожновка находится на правом берегу реки Удай, выше по течению на расстоянии в 4,5 км расположено село Хаиха, ниже по течению на расстоянии в 1 км расположено село Максимовка. По селу протекает ирригационный канал. Рядом проходит железная дорога, станция Рожновка.

## История
- Село Рожновка основано в первой половине XVIII века.

## Экономика
- «Темп», сельскохозяйственное ООО.
- «Зоря», сельскохозяйственное ООО.

## Объекты социальной сферы
- Школа.
- Детский сад.
- Дом культуры.
- Фельдшерско-акушерский пункт.

## Достопримечательности
- Братская могила советских воинов.